# 希谢 (约讷省)
希谢（法語：Chichée，法語發音：[ʃiʃe]）是法国勃艮第-弗朗什-孔泰大区约讷省的一个市镇，属于欧塞尔区。

## 地理
希谢（47°47'34"N, 3°50'4"E）面积18.78 平方千米，位于法国勃艮第-弗朗什-孔泰大區约讷省，该省份为法国中北部内陆省份，西接卢瓦雷省，西北接塞纳-马恩省，南至涅夫勒省，东临科多尔省，东北与奥布省接壤。
与希谢接壤的市镇（或旧市镇、城区）包括：贝吕、沙布利、瑟兰河畔舍米伊、弗莱、普雷伊。

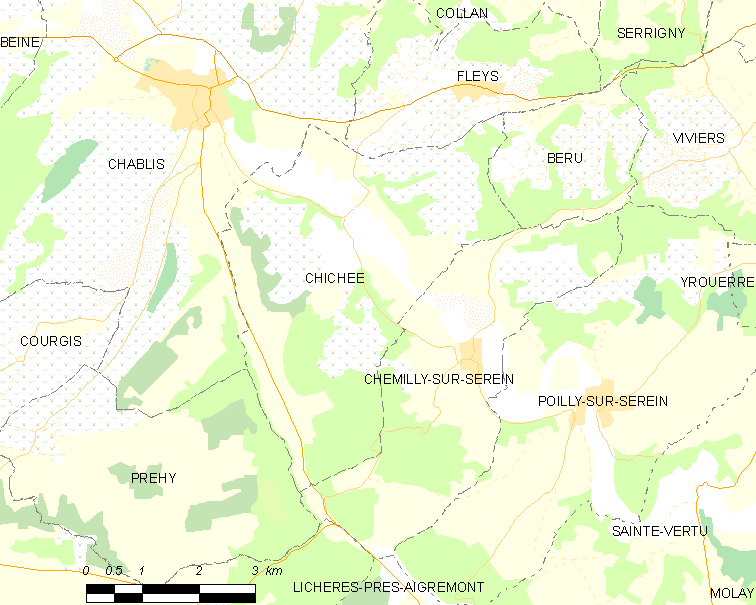
的OSM定位图

希谢的时区为UTC+01:00、UTC+02:00（夏令时）。

## 行政
希谢的邮政编码为89800，INSEE市镇编码为89104。

## 政治
希谢所属的省级选区为沙布利县。

## 人口

1962-2008年间人口变化图示

希谢于2022年1月1日时的人口数量为299人。